# Vârșolț

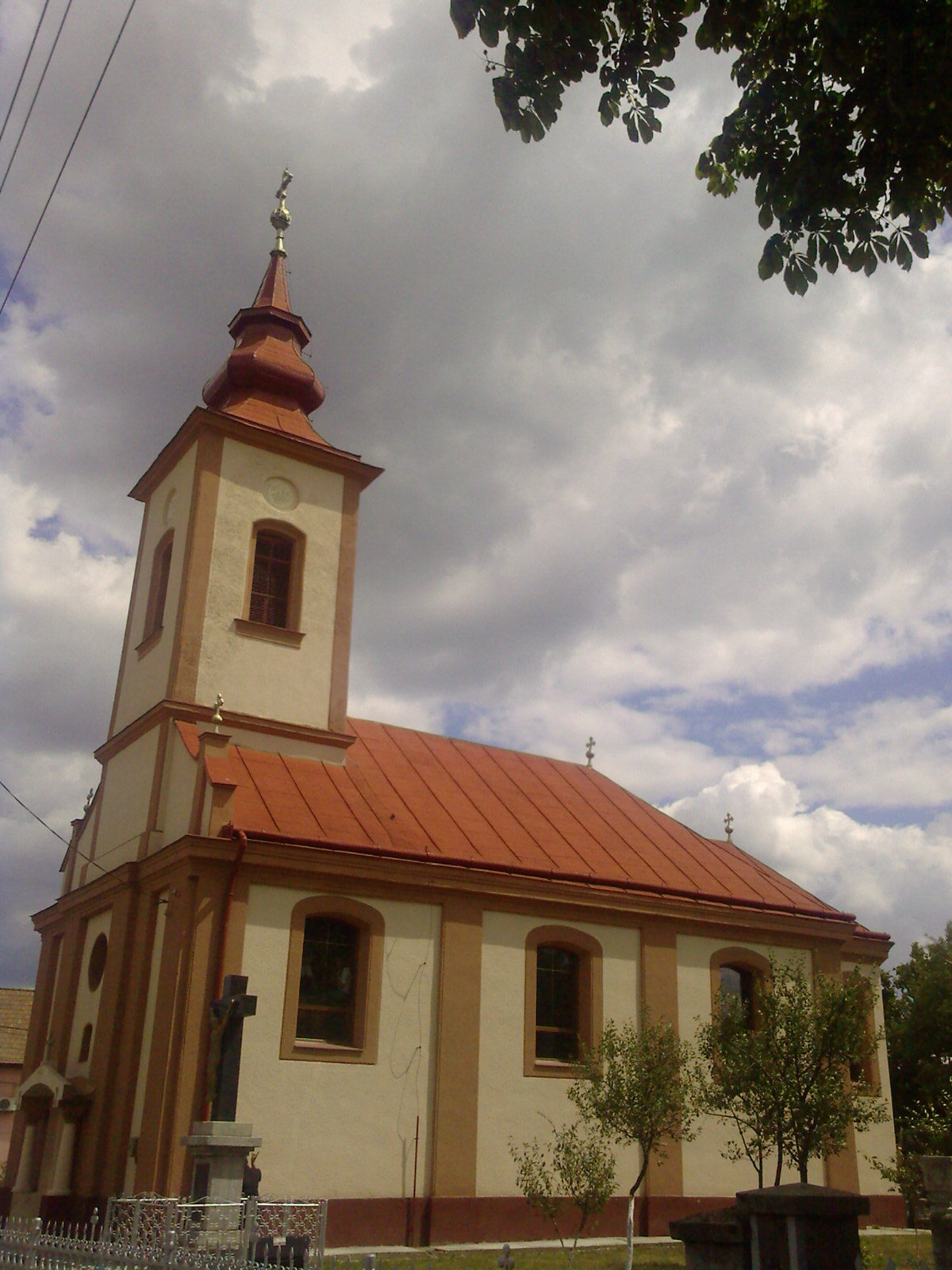
Kerk van Vârșolț

Vârșolț (Roemeens), Varsolc (Hongaars) is een Roemeense gemeente in het district Sălaj.

## Bevolking
De gemeente Vârșolț telde tijdens de volkstelling van 2011 in totaal 2209 inwoners. De meerderheid van de bevolking (1458 personen) wordt gevormd door etnische Hongaren.